# Bahnhof Maribor
Der Bahnhof Maribor, ehemals deutsch Marburg (Drau) Hbf, lokal umgangssprachlich slowenisch Glavni kolodvor ‚Hauptbahnhof‘, ist der größte Bahnhof in der Stadtgemeinde Maribor in Slowenien.

## Lage
Der Bahnhof steht an der Straße Partizanska cesta zwischen den Stadtbezirken Center und Ivan Cankar, am östlichen Rand des Historischen Stadtkerns.

## Geschichte
Die k.k. Südliche Staatsbahn errichtete den Bahnhof in der Grazer Vorstadt 1845 und 1846 als Teil der Österreichischen Südbahn (Wien–Triest), heute Bahnstrecke Spielfeld-Straß–Trieste Centrale. Am 27. April erreichte die Ozean als erste Lokomotive den Bahnhof. Am 2. Juni 1846 folgte die Eröffnung zusammen mit dem Abschnitt Graz–Cilli. Die Eisenbahnanbindung führte zu einem industriellen und wirtschaftlichen Aufschwung der Stadt Maribor.
Mit der Privatisierung der Südlichen Staatsbahn ging der Bahnhof in die Verwaltung der Südbahn-Gesellschaft über, die den Bahnhof durch den Bau der 1863 eröffneten Kärntner Bahn (Drautalbahn) nach Klagenfurt zum Abzweigbahnhof ausbaute. und aufgrund des steigenden Verkehrsaufkommens den Wartesaal und die Diensträume erweiterte und die drei Gleise überdachte. Danach wurde der Bahnhof zur Unterscheidung vom an der Kärntner Bahn gelegenen Kärntnerbahnhof aufgrund seiner Lage an der Südbahn als Südbahnhof bezeichnet, obwohl der Kärtnerbahnhof im Süden der Stadt lag.
In den 1890er Jahren wurde der Bahnhof durch Neubauten nach Norden vergrößert.
Im Zweiten Weltkrieg wurde der Bahnhof bei den alliierten Bombenangriffen 1944/1945 völlig zerstört. In den Trümmern wurden provisorische Büros, Schalter, das Restaurant und andere Räume für Reisende eingerichtet.
1949 begannen die Architekten Milan Černigoj und Dušan Černič mit Entwürfen für ein neues Aufnahmegebäude. Ende 1951 wurden zur Vorbereitung des Neubaus die in den Reste der alten Gebäude befindlichen Einrichtungen in nördlich davon gelegene hölzerne Behelfsbauten verlegt und die Gebäude beseitigt. Das neue Aufnahmegebäude wurde 1954 im Stil des späten slowenischen Funktionalismus errichtet. Das markante lineare Gebäude mit klarer und logischer Gliederung der Gebäudemasse verläuft parallel zur Gleisachse in Nord-Süd-Orientierung entlang der Stadtstraße Partizanska cesta und schließt gleichzeitig die Achse der aus dem Stadtzentrum kommenden Razlagova ulica (Maribor) ab. Dominante Elemente des Gebäudes sind der hohe Uhrturm, der durch die betonte Vertikale als einziges Gegengewicht zum beherrschenden, horizontal gelagerten monotonen Gebäudeblock dient, und die verglasten Haupthalle, die als Lobby mit basilikaler Beleuchtung konzipiert ist. Zum Bahnhofsvorplatz hin wurde als Regen- und Sonnenschutz ein Vordach aus einer Stahlbetonplatte, die von schlanken Säulen mit Pilzkapitellen getragen wird, angebracht. Die so überdachte Fläche wurde zeitweise als Bussteig genutzt. Das Gebäude zählt zu den wichtigsten Werken Černigojs und gilt als architektonisch und städtebaulich wertvoll und als Musterbeispiel der slowenischen Nachkriegsmoderne.
Nördlich des Stationsgebäudes wurde ein zweistöckiges Stellwerksgebäude errichtet, in dem ein Relaisstellwerk der Bauform Iskra SITel30 untergebracht wurde. Zudem ist im Bahnhof Maribor der Bedienplatz für ein Elektronisches Stellwerk mit Betriebszentrale für Disposition im Bereich östliches Slowenien, von dem aus die Streckenabschnitte Pragersko–Ormož, Ormož–Murska Sobota und Murska Sobota–Hodoš, im Zielzustand auch Šentilj–Zidani Most, Zidani Most–Dobova und Maribor–Holmec, ferngesteuert werden.
Auf dem Bahnhofsvorplatz wurde die Dampflokomotive JŽ 151-001 als Denkmal aufgestellt.

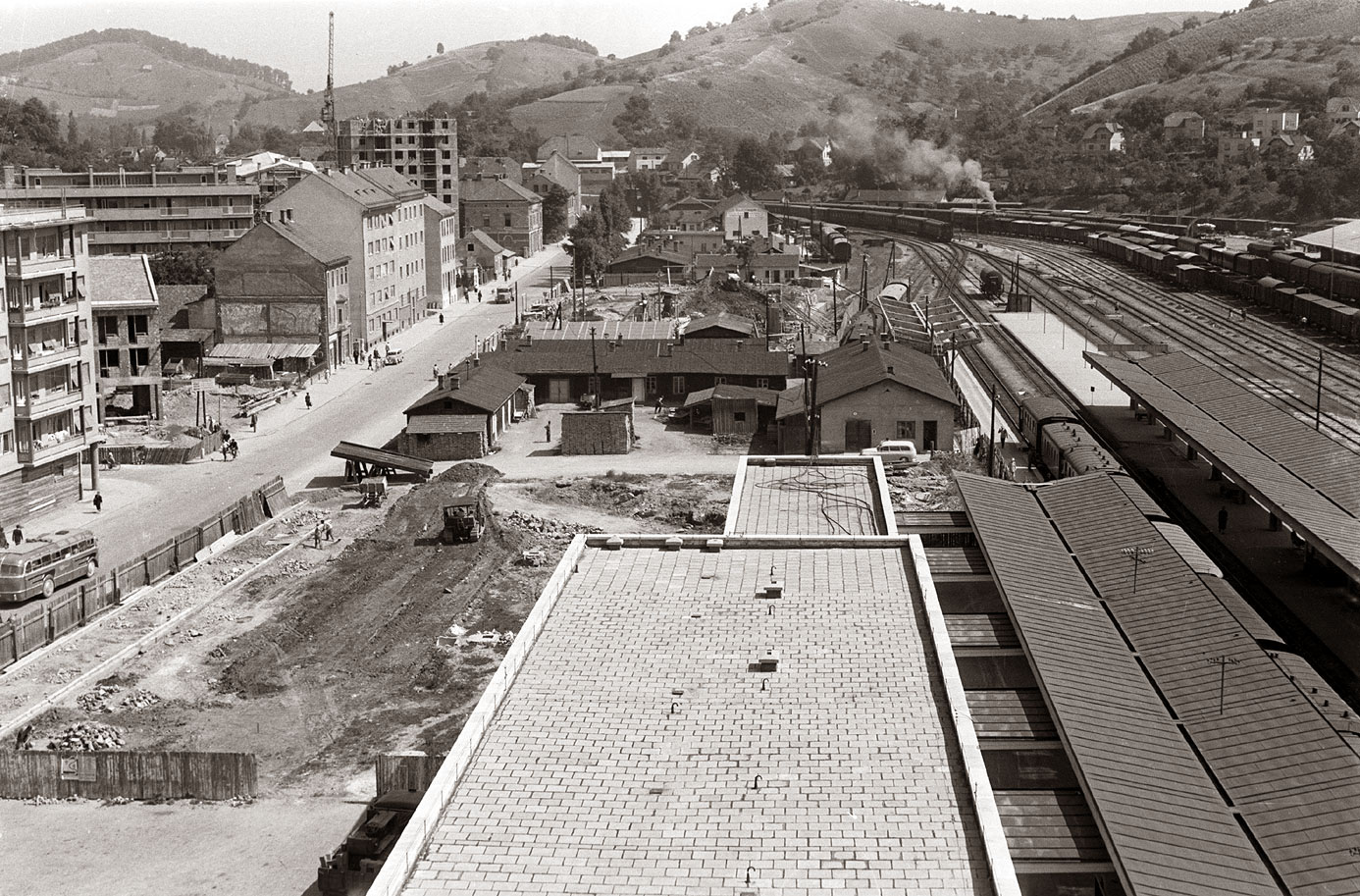
Blick auf den Bahnhof (1958)
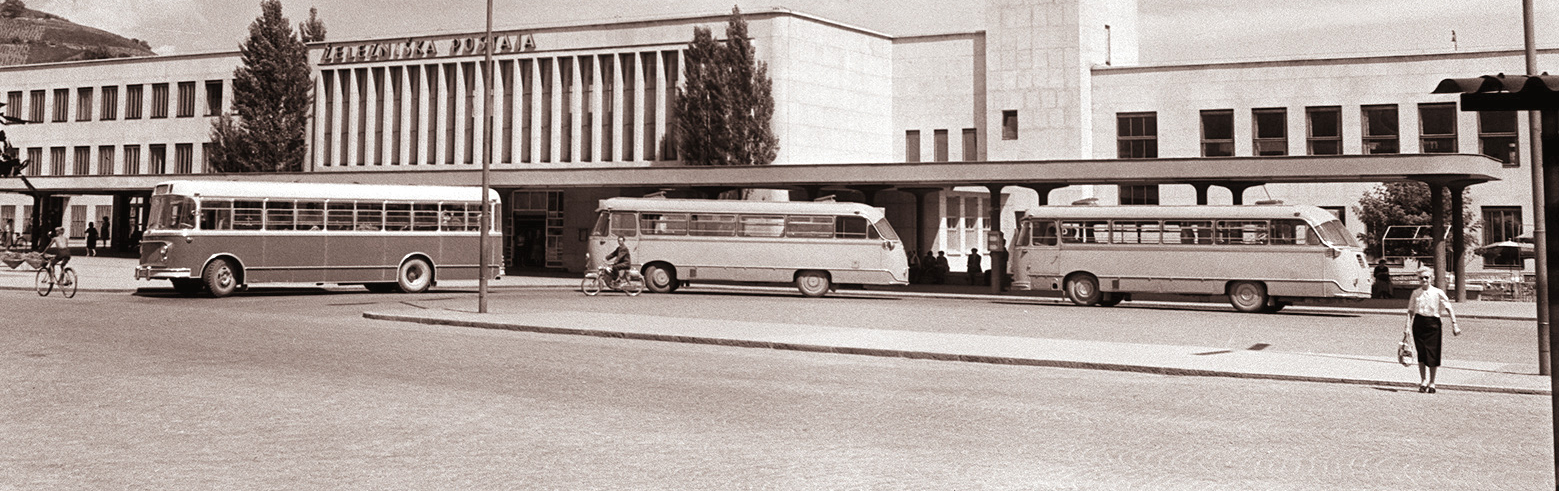
Bahnhofsvorplatz mit Bussen (1960)
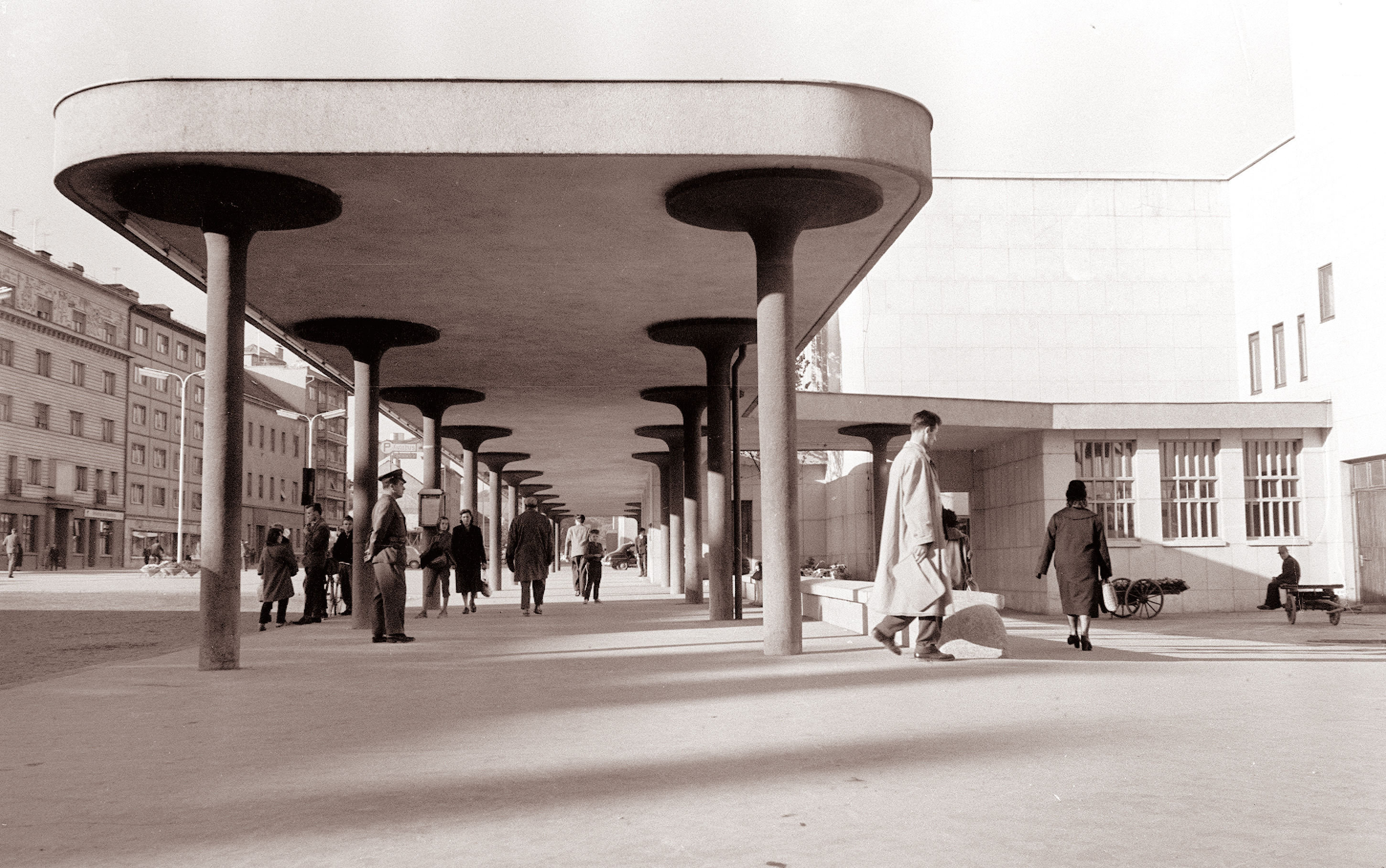
Vordach (1960)
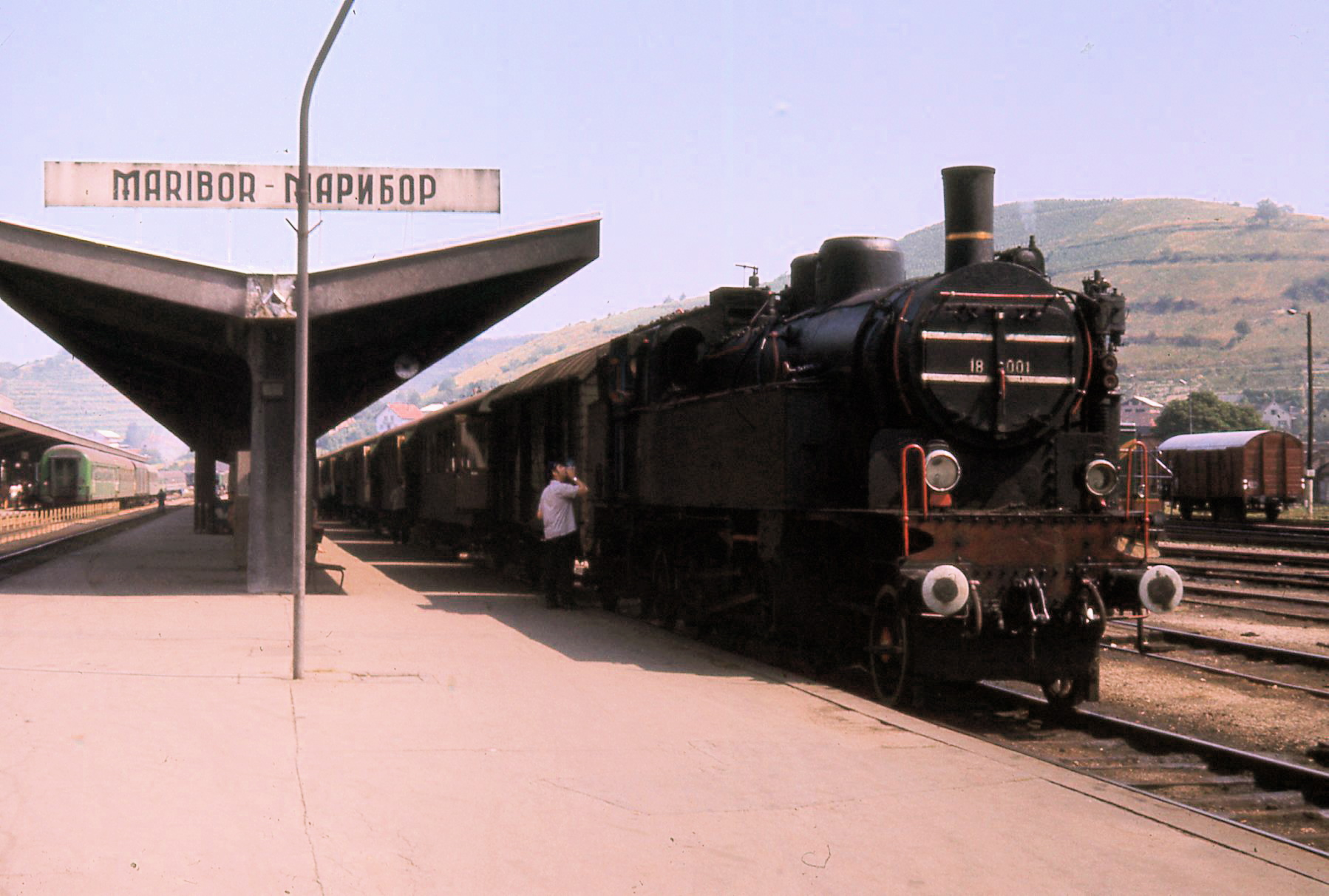
Gleisanlagen (1971)
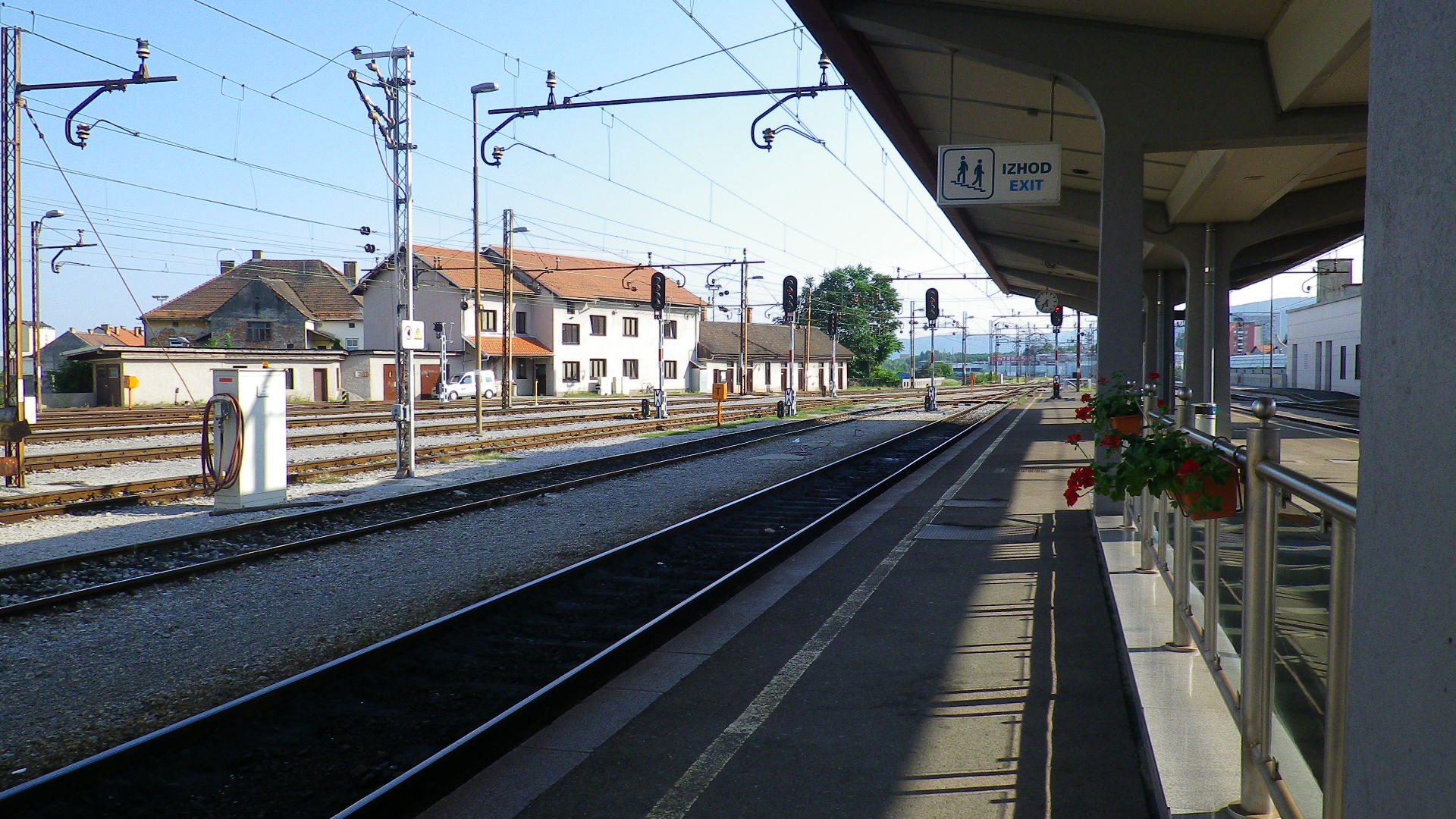
Gleisanlagen (2015)
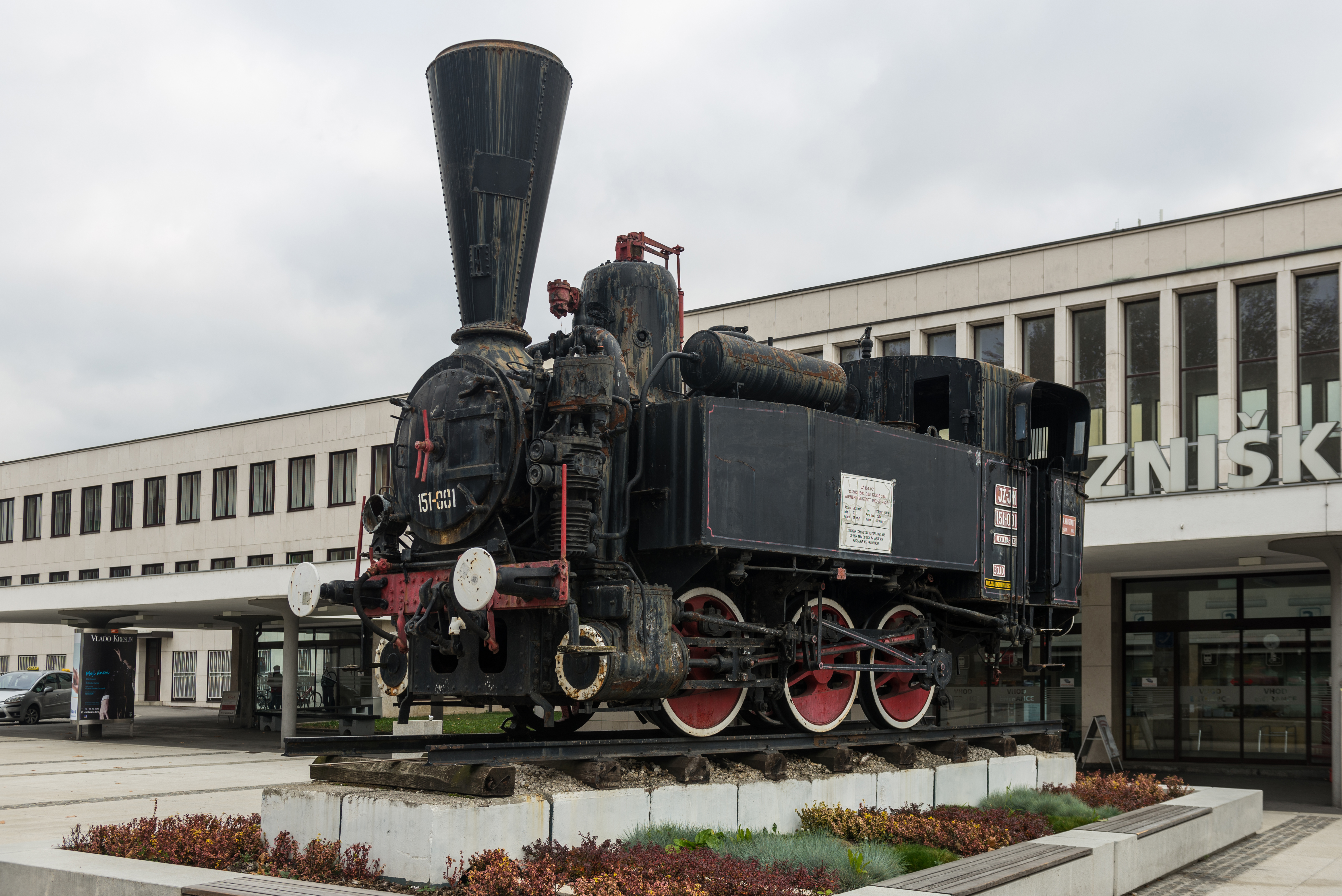
Denkmallokomotive (2010)